# 下阿斯帕克
下阿斯帕克（法語：Aspach-le-Bas，法語發音：[aspak lə ba] ⓘ）是法国上莱茵省的一个市镇，与上阿斯帕克相邻，属于坦恩-盖布维莱尔区。

## 地理
下阿斯帕克（47°45'42"N, 7°9'2"E）面积8.01 平方千米，位于法国大東部大區上莱茵省，该省份为法国东部内陆省份，是阿尔萨斯的一部分，今与下莱茵省组成了阿尔萨斯欧洲集体，其北临下莱茵省，西接孚日省，西南接贝尔福地区省，东侧沿莱茵河与德国相望，南与瑞士接壤。
与下阿斯帕克接壤的市镇（或旧市镇、城区）包括：塞尔奈、雷南格、比尔诺普莱奥、盖沃奈姆、阿斯帕克-米歇尔巴克、什韦古斯坦恩。
下阿斯帕克的时区为UTC+01:00、UTC+02:00（夏令时）。

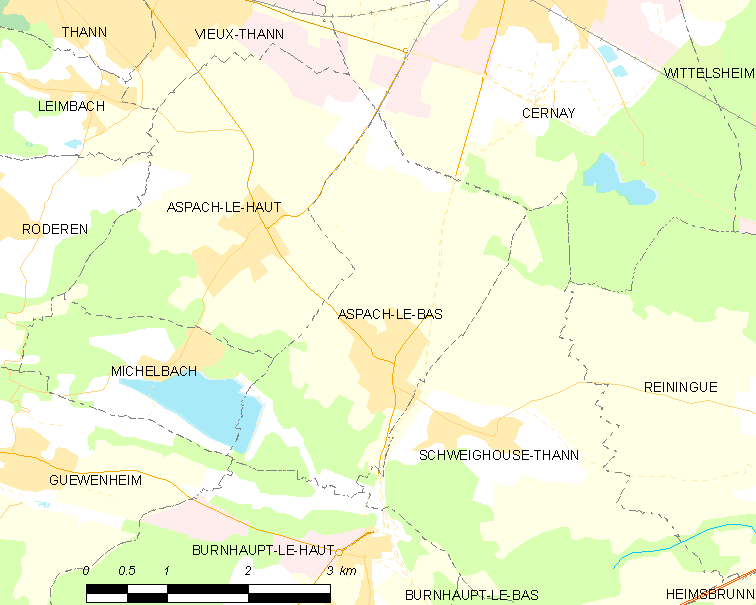
下阿斯帕克的OSM定位图

## 行政
下阿斯帕克的邮政编码为68700，INSEE市镇编码为68011。

## 政治
下阿斯帕克所属的省级选区为塞尔奈县。

## 人口

1962-2008年间下阿斯帕克人口变化图示

下阿斯帕克于2022年1月1日时的人口数量为1273人。